# In Time to Voices
In Time to Voices è il terzo album discografico gel gruppo musicale rock inglese Blood Red Shoes, pubblicato nel marzo 2012.

## Tracce
1. In Time to Voices – 3:44
2. Lost Kids – 3:45
3. Cold – 3:32
4. Two Dead Minutes – 3:41
5. The Silence and the Drones – 4:30
6. Night Light – 2:56
7. Je Me Perds – 1:28
8. Stop Kicking – 3:11
9. Slip Into Blue – 4:14
10. Down Here in the Dark – 3:22
11. 7 Years – 4:48
12. Sleepless (bonus track) – 3:00